# Тимохинское
Тимохинское — село в Пышминском городском округе Свердловской области России.

## Географическое положение
Село Тимохинское расположено в 7 километрах (по дороге в 8 километрах) к юго-западу от посёлка Пышма, на левом берегу реки Пышмы, в устье реки Аксарихи, разделяющей село надвое. В Тимохинском имеется Солнечный родник. В двух километрах к северу от села проходит автодорога федерального значения Р351 (Екатеринбург — Тюмень), или Сибирский тракт, а в четырёх-пяти километрах — железнодородная ветка Екатеринбург — Тюмень Транссибирской магистрали. Близлежащий к Тимохинскому остановочный пункт Свердловской железной дороги — Юрмач — находится в четырёх километрах к северо-западу. В окрестностях села расположены озёра-старицы Мочище, Скопино и Травяное.

## История села
В 1719 году впервые упоминается село. Оно было названо по имени первопоселенца крестьянина Тимохи. Строительство Сибирского тракта в 1763 году позволяет развиваться селу. В 1894 году была открыта церковная школа грамотности.

## Пророко-Илиинская церковь
В 1906 году была построена каменная однопрестольная церковь, которая была освящена в честь пророка Илии. Храм был закрыт в 1936 году, а позже снесён.

## Население
| 2002 | 2010 | 2021 |
| ---- | ---- | ---- |
| 548  | ↘450 | ↗452 |

В 1869 году в селе числилось 127 дворов с населением более 650 человек.